# Parathesis tartarea
Parathesis tartarea är en viveväxtart som beskrevs av Cyrus Longworth Lundell. Parathesis tartarea ingår i släktet Parathesis och familjen viveväxter. Inga underarter finns listade i Catalogue of Life.